# Sortvåge
Sortvåge (Buteogallus anthracinus) er en rovfugl i høgefamilien.
Cubasortvåge har traditionelt været regnet som en underart af sortvåge, men anses nu som en selvstændig art. Mangrovesortvåge har til gengæld tidligere været anset som en art, men betragtes nu oftest som en underart af sortvåge.